# Stolec (Dobra)
Stolec (deutsch Stolzenburg) ist ein Dorf in der polnischen Woiwodschaft Westpommern. Es ist ein Teil der Landgemeinde Dobra (Daber) im Powiat Policki (Pölitzer Kreis).

## Geographische Lage
Stolec liegt im östlichen Vorpommern, etwa 14 Kilometer westlich der Stadt Police (Pölitz) und 22 Kilometer nordwestlich des Stadtzentrums von Stettin.

## Geschichte

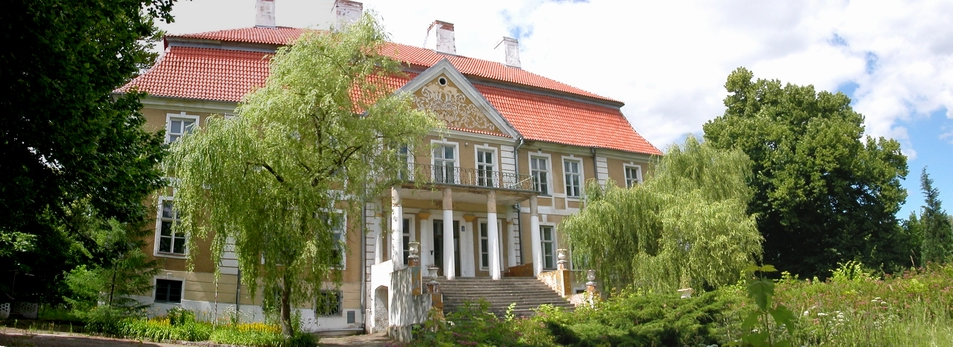
Schloss des ehemaligen Ritterguts Stolzenburg.

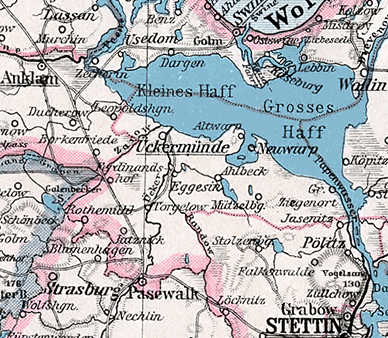
Stolzenburg südlich des Stettiner Haffs, nordwestlich von Stettin und westlich der Stadt Pölitz auf einer Landkarte von 1905.

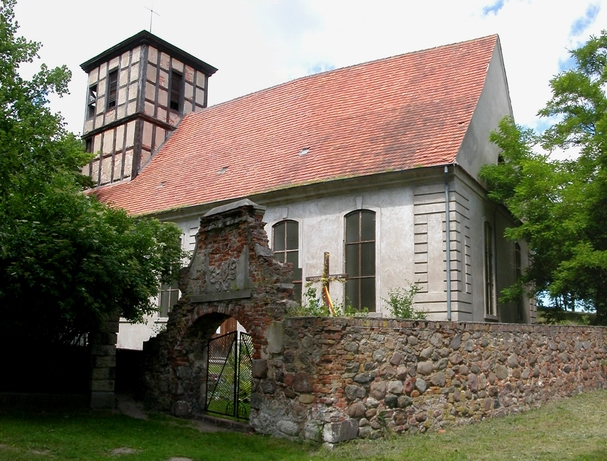
Dorfkirche.

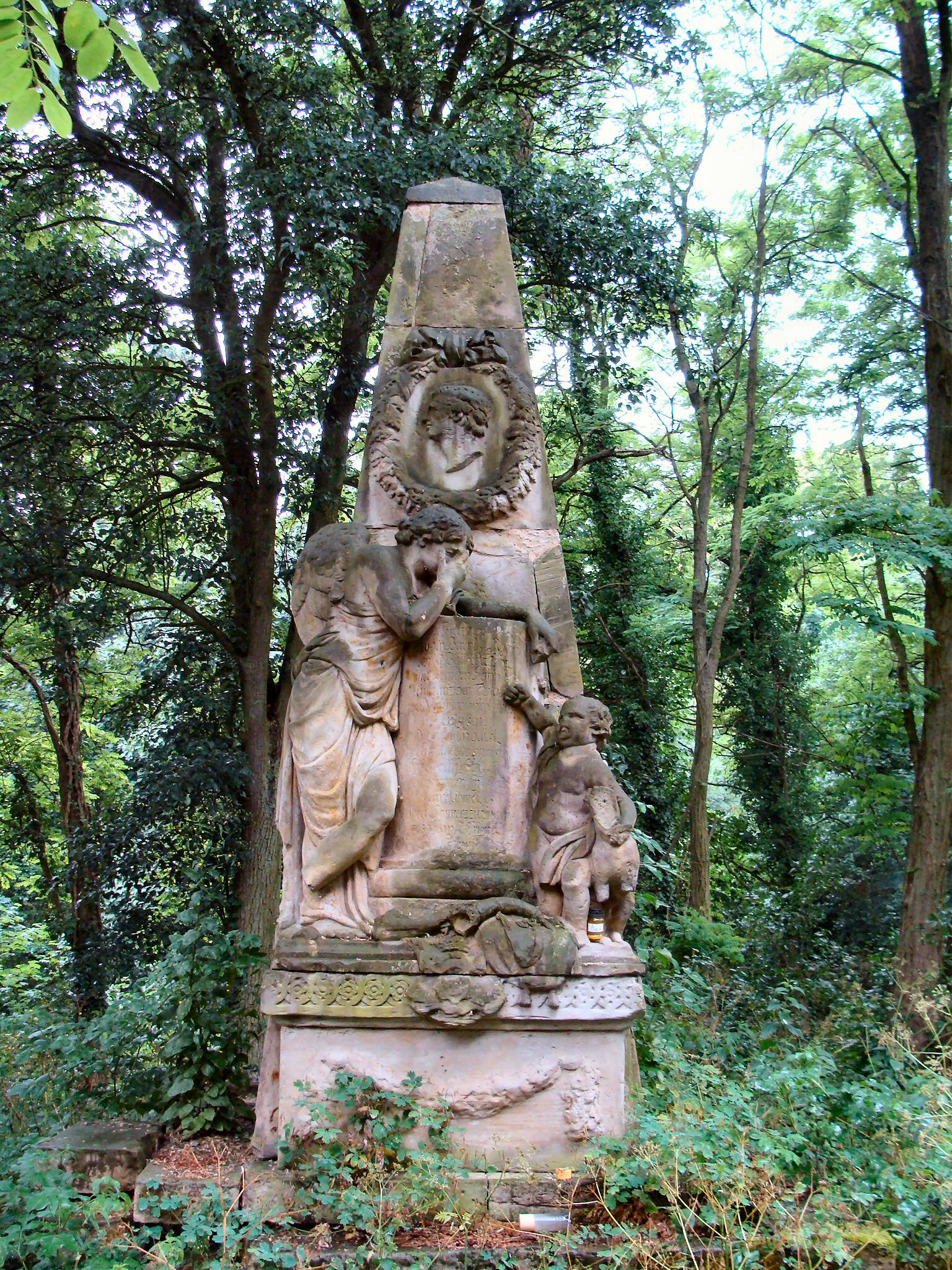
Stele zum Gedenken an Jürgen Bernd Wilhelm v. Ramin, † 1792.

Vom 13. bis ins 16. Jahrhundert hinein hatte die Familie von Blanckenburg Stolzenburg als Besitz. 1544 verkaufte Erasmus von Blankenburg Stolzenburg als Lehn-Rittergut an die Familie von Ramin. Zu Lebzeiten des Landrats Jürgen Bernd von Ramin († 1775), der Teile des Gutsbezirks von Gläubigern einlöste, wurde der Gutsbezirk Stolzenburg zu einem der größten und wirtschaftlich erfolgreichsten im Landkreis Randow. Um 1865 gab es in dem Gutsbezirk Stolzenburg außer den landwirtschaftlichen Betrieben eine Glashütte, bereits 1663 gegründet, für die Massenproduktion grüner Glaswaren, drei Teeröfen, eine Ziegelei, eine Spiritus-Brennerei und eine Bockwindmühle.
1869 mussten die Ramin das Gut aufgeben und es ging in der Folge durch verschiedene Hände, darunter auch der Sohn des „Kleinbahnkönigs“ von Pommern Lenz. 1929 wurde die Produktion in der Glashütte eingestellt. Letzter Besitzer des 2000 ha großen Gutes war 1945 Franz Stock.
Anfang der 1930er Jahre hatte die Gemarkung der Gemeinde Stolzenburg eine Flächengröße von 24,4 km², und auf dem Gemeindegrund standen zusammen 43 Wohngebäude an 13 verschiedenen Wohnorten:
1. Altes Mühlengrundstück
2. Arbeitergehöft Eichfeuer
3. Böhningshof
4. Entepöhl
5. Forsthaus Eichfeuer
6. Forsthaus Thur
7. Kleinbahnhaltepunkt Stolzenburg
8. Lenzen
9. Oberförstereigehöft Stolzenburg
10. Seeberg
11. Seemühle
12. Stolzenburg
13. Ziegelei

Im Jahr 1925 wurden in der Gemeinde Stolzenburg 454 Einwohner gezählt, die auf 97 Haushaltungen verteilt waren.
Das Dorf mit dem Gut gehörte bis 1939 zum Landkreis Randow. Bei der Auflösung des Kreises Randow im Jahre 1939 kam es zum Landkreis Ueckermünde. Hier gab es oft Verwechselungen, denn im Landkreis Ueckermünde gab es damals bereits einen Ort namens Stolzenburg nordwestlich von Pasewalk, der seit 1962 in die Gemeinde Schönwalde eingemeindet ist. 1939 betrug die Einwohnerzahl des Dorfes 287.
Bis 1945 war Stolzenburg Haltepunkt an der Bahnstrecke Stöven–Daber–Hintersee–Neuwarp der Randower Bahn.
Das Dorf gehört zu den Teilen Pommerns, die nach dem Zweiten Weltkrieg unter polnische Verwaltung gestellt wurden. Die deutsche Bevölkerung wurde vertrieben und durch polnische Bürger ersetzt. Lediglich die früher bedeutungsvolle Stolzenburger Glashütte blieb bei Deutschland. Sie bildete bis 1999 die selbständige Ortschaft Glashütte und ist heute Teil der Gemeinde Rothenklempenow.
Nach 1945 errichteten die Polnischen Grenztruppen (WOP) in Stolec einen Wachturm. Bis 1992 gab es hier einen staatlichen Landwirtschaftsbetrieb (PGR).

### Entwicklung der Einwohnerzahl
- 1862: 235[6]
- 1925: 454, darunter 79 Katholiken[5]
- 1933: 306[7]

## Kirche
Die vor 1945 in Stolzenburg anwesende Bevölkerung gehörte mit großer Mehrheit dem evangelischen Glaubensbekenntnis an. Unter den 1925 gezählten 454 Einwohnern befanden sich 375 Protestanten und 79 Katholiken.

### Dorfkirche
Das Kirchengebäude, eine Backsteinkirche mit einem Fachwerkturm, wurde von 1731 bis 1735 dank der Initiative von Jürgen Bernd von Ramin errichtet. Der barocke Altar wurde 1735 von Erhard Löffler geschaffen, der auch die Altäre in der Nachbarkirche in Böck und in der Jakobi-Kirche in Stettin schuf.
Über 200 Jahre war die Kirche evangelisches Gotteshaus. 1945 wurde sie entschädigungslos zugunsten der polnischen katholischen Kirche enteignet.

### Evangelische Kirchengemeinde
Stolzenburg war ein eigenständiges Kirchspiel, in das die Filialkirche Blankensee und die Orte Eichfeuer, der Ausbau von Entepöl, Pampow und die Stolzenburger Glashütte eingepfarrt waren. Auf Wunsch und Arrangement des damaligen Randower Landrates Jürgen Bernd von Ramin wurde im Jahre 1732 der Pfarrsitz von Stolzenburg nach Blankensee verlegt. Er ließ in Blankensee auf eigene Kosten ein Pfarrhaus bauen. Bis 1937 behielt die Pfarrei den Namen Kirchspiel Stolzenburg, erst danach erhielt es die Bezeichnung Stolzenburg-Blankensee. Pfarrsitz blieb Blankensee, das zum Kirchenkreis Pasewalk im Westsprengel der Kirchenprovinz Pommern der Evangelischen Kirche der Altpreußischen Union gehörte. Im Jahre 1940 zählte das Kirchspiel 1826 Gemeindeglieder. Das Kirchenpatronat hatte zuletzt Rittergutsbesitzer Franz Stock inne, der auch im Nachbarkirchspiel Böck ein Mitspracherecht hatte.
Heute werden die evangelischen Kirchenmitglieder vom Pfarramt der St. Trinitatiskirche in Stettin (ehemals St. Gertrudenkirche) in der Diözese Breslau der Evangelisch-Augsburgischen Kirche in Polen betreut.

### Evangelische Pfarrer
Bis 1732 war Stolzenburg Pfarrsitz, danach wechselte er nach Blankensee:
1. Jürgen Bähr, 1618
2. Franciskus Maaß, bis 1656
3. Philipp Reimarus, 1657–1693
4. Johann Friedrich Kanzow, 1695–1731
5. Johann Jakob Schaukirch, 1732–1738
6. Jakob Wittke, 1738–1741
7. Georg Amtsberg, 1742–1758
8. Johann Christoph Schütze, 1758–1801
9. Christoph Leonhard Ludwig Spangenberg, 1802–1843[8]
10. Wilhelm Jordan, 1843–1853
11. Gustav Hermann Dittmar, 1854–1872
12. Franz Emil Julius Kapp, 1873–1890
13. Wilhelm August Louis Hökel, 1892–1916
14. Max Lesko, 1916–1926
15. Christreich Reck, 1927–1936
16. Günther Knaak, 1937–1945

### Römisch-katholische Kirchengemeinde
Die seit 1945 in dem Dorf angesiedelten polnischen Bürger sind überwiegend römisch-katholischer Konfession. Die Dorfkirche wurde Filialkirche der katholischen Pfarrei Dobra (Daber), ebenso wie die Kirche in Rzędziny (Nassenheide). Die Pfarrei Dobra gehört zum Dekanat Szczecin-Pogodno im Erzbistum Stettin-Cammin.

## Persönlichkeiten

### Söhne und Töchter des Ortes
- August Manns (1825–1907), britischer Militärkapellmeister und Dirigent preußischer Herkunft

### Mit dem Ort verbunden
- Jürgen Bernd von Ramin (1693–1775), Erbherr auf Stolzenburg, preußischer Landrat des Randowschen Kreises